# Skatnäva
Skatnäva (Erodium cicutarium) är en ettårig ört i skatnävesläktet (familjen näveväxter). Skatnävor, till skillnad från andra släkten i familjen näveväxter, har inte handflikiga blad utan sammansatta, parbladiga blad. Hela växten är hårig. Blomman är svagt zygomorf, nästan aktinomorf till formen och 10 mm bred. Blomställningen är en uppåtriktad flock. Kronbladen är ljust rosa och inte urnupna i spetsen (vilket många andra nävors är). Skatnävan har fem fertila pollenbärande ståndare och fem sterila (staminodier). Pistillen är från början kort men förlängs kraftigt när frukten mognar. 
Frukten spricker (liksom hos andra näveväxter) upp i fem delfrukter som vardera har en lång näbb (upp till 4 cm). Hos skatnäva är denna näbb vriden som en korkskruv. Denna vridning är hygroskopisk vilket innebär att den ömsom rätar ut sig och ömsom drar ihop sig när fuktigheten förändras. Denna mekanism gör att fröna gräver ner sig själva i jorden.
Skatnävan trivs bäst i sandig jord, och förekommer ofta i strandområden eller i vägkanter. Den är ganska vanlig i Sverige upp till Jämtland och Norrbotten, i hela Danmark, i Norge upp till Rana kommun och i västra och södra Finland. Skatnävan är ett globalt vittspritt ogräs på jordbruksmark och längs vägar och andra ruderatmarker. Ibland dyker någon annan av släktets sextio arter upp tillfälligt i Norden, men bara Erodium cicutarium är vanlig. Mysknäva (E. moschatum) har kommit till Finland från Mellaneuropa
Släktnamnet Erodium kommer av grekiskans erodios (häger) vilket beskriver fruktsamlingens näbblika form. Artepitetet cicutarium kommer av växtsläktet Cicuta (sprängört) och det syftar troligen på bladformen.

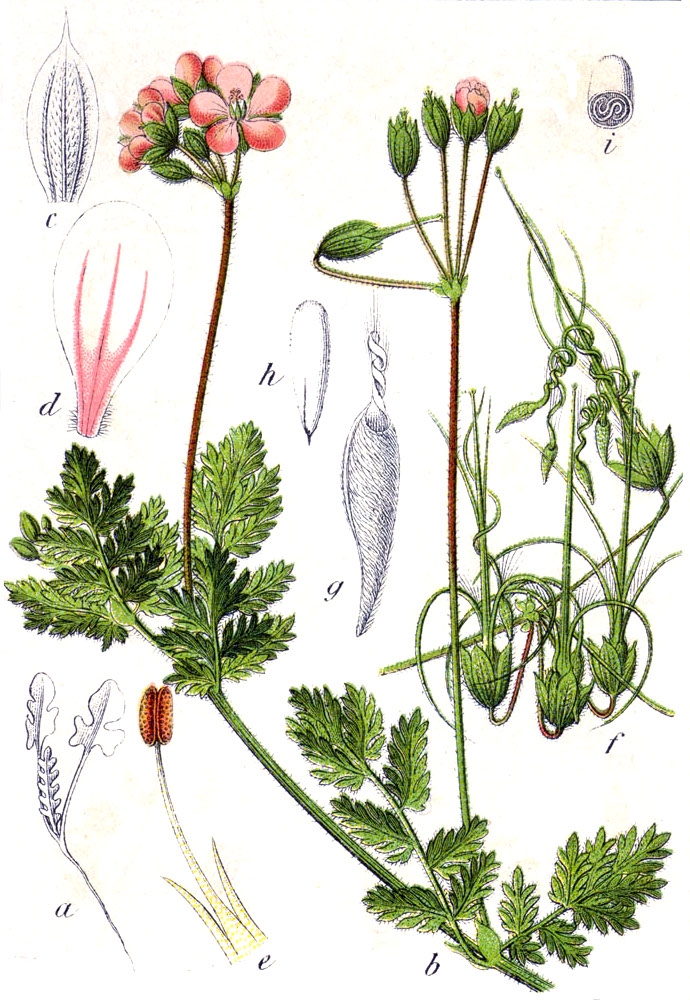
Illustration av skatnäva. I mitten till höger syns de skruvade delfrukterna. Längst ner syns fertil ståndare (med knapp) och två staminodier (sterila ståndare).

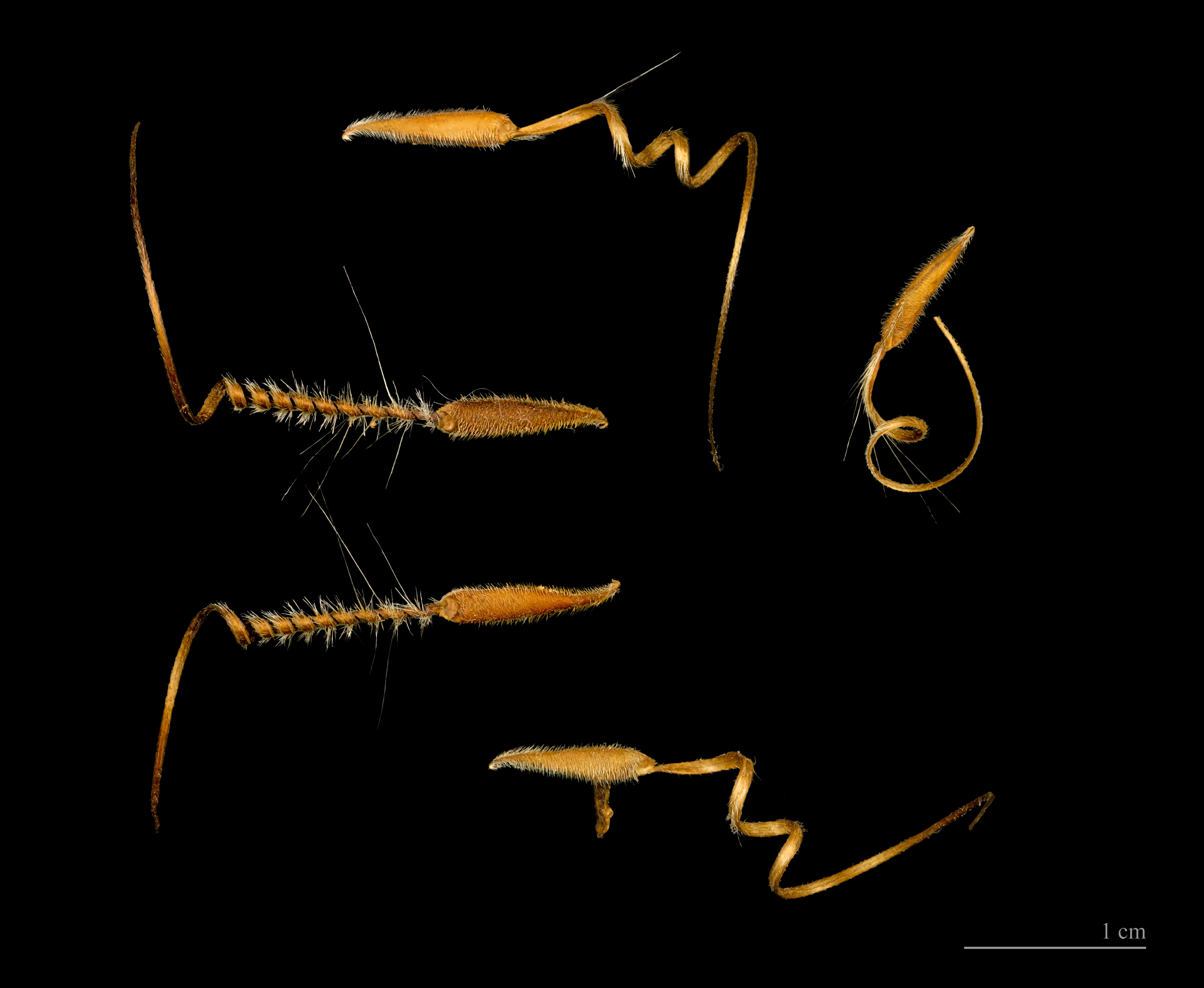
Frön av Erodium cicutarium